# Un jeune homme trop rangé
Pour plus de détails, voir Fiche technique et Distribution.
Un jeune homme trop rangé est un film américain muet réalisé par Donald Crisp, sorti en 1919. Il est considéré comme perdu. Il met notamment en vedette Bryant Washburn, Helene Chadwick et Julia Faye,.

## Synopsis
Comme le décrit le magazine Exibitors Herald, LeRoy Sylvester, jeune homme aux très bonnes manières, est fiancé à Ruth Douglas , dont la sœur Kitty lui fait remarquer qu'aucun jeune homme aussi exemplaire dans sa conduite avant le mariage ne peut continuer à se comporter ainsi une fois marié. Ruth parle à Leroy de ce "défaut" insoupçonné et ce dernier entreprend de prouver qu'il est un méchant de la plus haute trempe. Osprey Bacchus, la fille négligée d'un croque-mort, est obligée de lui servir de compagne pour sa première soirée endiablée. Il cherche à se discréditer en flirtant avec une dame fascinante rencontrée sur le toit du jardin, en se faisant passer pour le voleur qui a volé des bijoux de valeur ayant disparu, en résistant à un officier et en faisant d'autres escapades, mais en vain. Les circonstances le sauvent toujours malgré ses efforts, et Ruth consent finalement à l'épouser malgré sa trop bonne réputation.

## Fiche technique
- Titre original : A Very Good Young Man
- Réalisation : Donald Crisp
- Scénario : Walter Woods, d'après Martin Brown et Robert Housum
- Photographie : Charles E. Schoenbaum
- Pays d'origine : États-Unis
- Format : Noir et blanc - 1,33:1 - Film muet
- Genre : comédie
- Dates de sortie : 
  - États-Unis : 6 juillet 1919
  - France : 1er décembre 1922

## Distribution
- Bryant Washburn : LeRoy Sylvester
- Helene Chadwick : Ruth Douglas
- Julia Faye : Kitty Douglas
- Sylvia Ashton : Mrs. Douglas
- Jane Wolfe : Mrs. Mandelharper

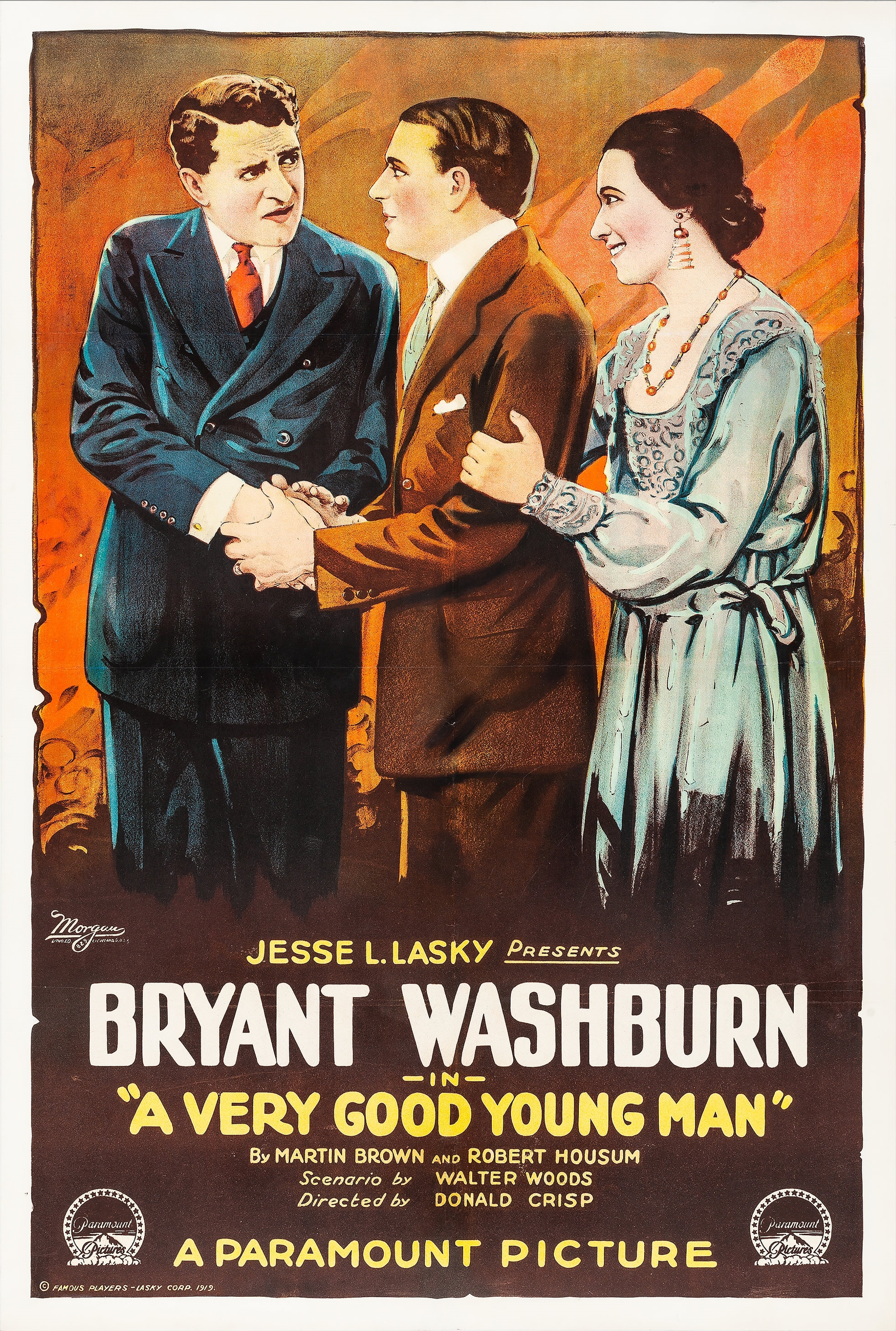
Affiche du film.

- Helen Jerome Eddy : Osprey Bacchus
- Wade Boteler : Tom Hurley
- Anna Q. Nilsson : Viva Bacchus
- Noah Beery : Blood
- Edward Burns : Adrian Love
- Mayme Kelso : Mrs. Love
- Charles West : rôle indéterminé